# Temnothorax nylanderi
Temnothorax nylanderi — вид мурах.

## Назва
Видова назва дано на честь фінського натураліста Вільяма Нюландера (William Nylander, 1822—1899).

## Поширення
Вид поширений в Європі від Португалії до Кавказу та Південної Швеції.

## Опис
Дрібні мурахи завдовжки 2-3 мм. Забарвлення світло-коричневе, жовтквате, самці чорні. Вусики робітників і самиць 12-членикові, у самців складаються з 13 сегментів. Булава 3-членикова. Скапус антени короткий (не досягає потиличного краю голови приблизно на два своїх діаметра). Проподеальні шипики розвинені, середньої довжини, загострені, спрямовані назад і вгору, широкі в основі.

## Спосіб життя
Трапляється у дубових лісах. Влаштовує мурашники у підстилці і деревних залишках, іноді під камінням. У мурашнику одна яйцекладна самиця і від 100 до 4090 робочих мурах. Вид агресивний і, незважаючи на малий розмір, атакує і жалить. Крилаті самиці і самці з'являються в липні, шлюбний літ відбувається на початку серпня.

## Паразити
Цей вид є хазяїном для ендопаразичного грибка Myrmicinosporidium durum та проміжним хазяїном для плаского черва Anomotaenia brevis.